# Juan Hidalgo Codorniu
Pour les articles homonymes, voir Juan Hidalgo.
Juan Hidalgo Codorniu, né à Las Palmas de Gran Canaria le 14 octobre 1927 et mort le 26 février 2018 à Ayacata (Grande Canarie), est un compositeur avant-gardiste espagnol.

## Biographie
Juan Hidalgo étudie le piano et la composition musicale à Barcelone et à Paris, avec Nadia Boulanger et Bruno Maderna.
En 1957, il participe au festival musical XII Internationale Ferienkurse Fur Neue Musik (« XIIe festival international de musique nouvelle ») à Darmstadt avec son œuvre Ukanga, une composition en série pour un ensemble de cinq chambres ; il devient ainsi le premier compositeur espagnol à participer à ce festival.
En 1958, Hidalgo fait la connaissance, à l'occasion de la XIVe édition du même festival, des compositeurs américains John Cage et David Tudor. Ceux-ci seront cruciaux dans le développement postérieur de l'œuvre d'Hidalgo.
Il cofonde en 1964, avec Ramón Barce (es) et Walter Marchetti, le groupe Zaj (es), un groupe musical d'avant-garde. L'artiste picturale Esther Ferrer et l'écrivain José Luis Castillejo se joignent au groupe un peu plus tard. Zaj était une audacieuse expression de néo-dadaïsme espagnol, influencé par la philosophie zen et la théorie artistique de Marcel Duchamp. Le groupe Zaj montre des similitudes et des parallélismes avec le groupe d'avant-garde japonais Gutai et avec le collectif américain Fluxus.
En 1966, il participe, aux côtés de Gustav Metzger, Otto Muehl, Wolf Vostell, Hermann Nitsch entre autres, au Destruction in Art Symposium (en) (DIAS) à Londres.
Bien que son activité principale concerne la composition musicale, il s'est intéressé à de nombreux genres et supports artistiques : poésie, photographie, peinture, art postal ou encore les installations.
En 2016, il reçoit le prix national d'arts plastiques.

## Expositions notables
- 1997 : « De Juan Hidalgo », exposition anthologique au Centro Atlántico de Arte Moderno de Las Palmas à Las Palmas de Gran Canaria[3]
- 2004 : En medio del volcán, rétrospective itinérante en Espagne, au Mexique et au Pérou[3]

## Prix et reconnaissance
- 1987 : Prix Canarias de Beaux-arts et Interprétation[3]
- 1989 : Médaille d'or du mérite des beaux-arts, décernée par le Ministère de l'Éducation, de la Culture et des Sports espagnol[4]
- 2001 : Médaille d'Or du Círculo de Bellas Artes[5]
- 2016 : Prix national d'arts plastiques